# Ernest Florian
Pour les articles homonymes, voir Florian.
Ernest-Théophile Florian, né le 5 décembre 1863 à Chez-le-Bart et mort le 20 mars 1914  à Paris, est un graveur suisse.
Pour son travail, il reçoit en 1890 une mention honorable puis une médaille d'argent à l’Exposition universelle de 1900[réf. nécessaire].
Il est le frère du graveur Frédéric Florian (1858-1926) : les deux Florian travaillèrent entre autres pour les éditions d'art Édouard Pelletan et la revue L'Image.

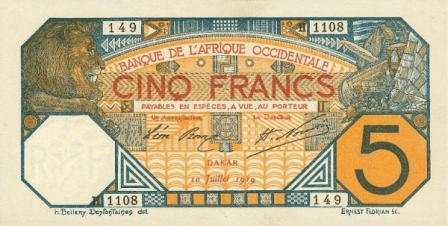
Billet de 5 francs pour l'Afrique de l'Ouest (1919).

Ernest grava une série de billets pour la Banque de l'Indochine sur des maquettes conçues par Henri Bellery-Desfontaines.